# Hódít az árnyék
A Hódít az árnyék a negyedik kötete Az Idő Kereke sorozatnak, melyet Robert Jordan amerikai író írt. 1992 szeptemberében jelent meg, később két kötetre bontva. Karakterszámát illetően a könyvsorozat legterjedelmesebb kötete. 58 fejezete van, és egyedülálló módon nincs prológusa.
A kötet 2010-ben megjelent e-book formátumban is, amelynek a borítóján (mely az új magyar kiadáson is szerepelt) Mat Cauthon látható, kezében a dárdájával, háta mögött az Élet Fájával.

## Cselekmény
|  | Alább a cselekmény részletei következnek! |

A könyv elején az összes főszereplő együtt van Tear Kövénél, ahol Rand al'Thor végre tanúbizonyságát teszi, hogy tényleg ő az újjászületett Sárkány, azzal, hogy Callandor kristálykardját magához veszi. Mielőtt a szereplők ismét szétválnának, történik köztük pár dolog. Egwene úgy dönt, hogy nem áll Elayne útjába, és felbontja a Randhez kötő jegyességét, hogy Elayne és Rand szabadon szerethessék egymást. Rand ugyanakkor meglepődik, mert egyik régi útitársa, Selene leleplezi magát: nem más ő, mint Lanfear, az egyik Kitaszított. A nő láthatóan szerelmes is belé, és azt akarja, hogy Rand is csatlakozzon hozzá, ha kell, a Sötét Urat is megtagadja, csak legyenek együtt. Rand visszautasítja a nőt, és ekkor váratlanul trallokok támadnak Tear kövére, akiket az egyik Kitaszított, Sammael küldött (Lanfear tudtán kívül). Egy másik Kitaszított, Semirhage is odaküldi a saját árnybarátait. Rand az ellenségeket kardjával, vihar keltésével öli meg, aminek hatására többen azt hiszik, hogy elkezdett megőrülni.
Tear kövében van elrejtve egy vöröskőből készült kapu, amelyről azt beszélik, hogy aki átmegy rajta, az választ kaphat három kérdésére. Mat megteszi, és furcsa, kígyószerű humanoidok fogadják. Megtudja tőlük, hogy Rhuideanba kell mennie, ha nem akar meghalni, és ahol szembe kell néznie a sorsával. Mivel nem kap egyértelmű válaszokat, tovább faggatózik, és megtudja, hogy az a végzete, hogy elvegye feleségül a Kilenc Hold Lányát, hogy meghaljon és újra éljen, és hogy feladja a világ fényének a felét azért, hogy megmeneküljön a világ. Miután visszatér, rájön, hogy Rand és Moirane is jártak az ismeretlen helyen, de nem hajlandóak elmondani, hogy ők mit kérdeztek.
Rand elhatározza, hogy követi a Sárkány Népét, az aieleket otthonukba, az Aiel-pusztaságba. Egwene és Moiraine vele tartanak, majd némi hezitálást követően Mat is. Perrin, aki pletykákat hallott arról, hogy bajban van a Folyóköz, hazatér, hogy körülnézzen, Faile pedig vele tart. Elayne, Nynaeve és Thom Merrilin pedig Tanchico felé veszik útjukat, hogy végezzenek a Fekete Ajahhal. Mindeközben Min Farshaw Tar Valonba érkezik, hogy megtegye jelentését Siuan Sanche-nak, amely tevékenységével tudtán kívül a Fehér Torony széthúzását segíti elő. A történet innentől kezdve a négy kis csoport kalandjait dolgozza fel.
Rand és társai egy portálkő felhasználásával az Aiel-pusztába kerülnek, ahol a Taardad és a Shaido aiel klánok már várnak rájuk. Az aiel Tudós Asszonyok megengedik Moirane-nek, Aviendhának (egy aiel nő) és Randnek, hogy bemenjenek Rhuidean elhagyatott városába, és azt is megengedik, hogy Mat legyen Rand kísérője. Mindannyian belépnek egy ter'angrealbe, amelyből amikor kijutnak, Moirane információk birtokába jut a jövőből, Rand pedig látja az aiel nép múltját. Megtudja, hogy valaha az aes sedai-ok szolgálói voltak, akik erőszakmentességet fogadtak, és a Világtörés kezdetekor új feladarot kaptak: minél több sa'angrealt és ter'angrealt kellett elmenekíteniük és keresniük kellett egy békés helyet. Az évszázadok során egyes csoportjaik elhagyták eredeti küldetésüket (ők lettek a kolompárok), a Jenn aielek pedig felépítették Rhuidean városát és itt rejtették el a tárgyakat. Később aztán a többségük felhagyott a békés élettel és ezzel megszegte az esküjét, de ez már annyira régen volt, hogy az aielek nem emlékeznek rá. A próbatétel végén Rand mindkét kezén megjelenik a Sárkány jele, amivel bizonyítja, hogy ő az aielek által megjövendölt car'a'carn (Aki A Napkeltével Érkezik, minden aiel vezére). Mat ezalatt átmegy egy kapun, ahol a rókaszerű eelfinnekhez érkezik. Nem ismervén őket azt képzeli, hogy ők is három kérdésére adnak választ, de valójában három kívánságot teljesítenek, megfelelő ár ellenében. Mat így tesz szert teljesen véletlenül rég halott hősök emlékeire (így lesz birtokosa a legnagyobb hadvezérek tudásának), a Legendák Korának nyelvének ismeretére, továbbá kap egy ashandarei névre hallgató dárdát és egy rókafej formájú medált, amely megvédi a tulajdonosát az Egyetlen Hatalomtól. A kívánságainak ára, hogy az eelfinnek felakasztják őt az Élet Fájára, ahonnan Rand vágja őt le, de Mat nyakát onnantól csúf hegek torzítják el. Ezalatt Egwene elsajátítja, hogyan járjon az álmok világában, Aviendha pedig Tudós Asszony lesz. 
A Tudós Asszonyok Aviendhát kérik meg, hogy avassa be Randet az aiel szokásokba. Útközben árnybarátok és a magukat kereskedőnek álcázó Lanfear és Asmodean ütnek rajtuk. Ashaido klán vezetője, Couladin is magát kezdi el nevezni minden aiel vezetőjének. Hogy igazolja magát, Rand-nek fel kell fednie a vezetők előtt is a Legendák Korának titkos történetét, amit Rhuideanban tudott meg, hogy leleplezze az imposztort. Mivel ez nem tűnik elegendőnek, Rand az Egyetlen Hatalmat felhasználva esőt fakaszt a pusztaságban, mely az első a Világtörés óta. Az aielek azonban továbbra is megosztottak és viszálykodás tör ki köztük. Rand üldözőbe veszi Asmodeant, a Kitaszítottat, aki egy Choedan Kal nevű sa'angreal nyomában jár, mely a valaha készített legerősebb. Rand Lanfear segítségével elvágja őt a Sötét Úrtól, és lényegében rákényszeríti, hogy tanítsa meg, hogyan kell használni az Egyetlen Hatalmat úgy, ahogy azt csak a férfi Kitaszítottak tudják. Amikor visszatér Al'cair Dal-ba, nagy örömére azt tapasztalja, hogy az aielek túlnyomó többsége csatlakozott hozzá. 
Mindeközben a Folyóközbe utazó Perrin azt tapasztalja, hogy népe két tűz közé keveredett: a Luc nagyúr álnéven tevékenykedő Mészáros és trallokjai, valamint a Fény Gyermekei közé. Utóbbiakat Padan Fain segíti, és azt hiszik, hogy Perrin árnybarát. Ráadásul megtudja, hogy a családját lemészárolták. Folyóközben rátalál Verin Mathwin-re és Alanna Mosvani-ra, akik mindketten aes sedai-ok, és potenciális jelölteket keresnek, akik olyanok, mint Egwene. Csatlakozik hozzá Aram, a kolompár, aki elhagyta népe békés útját. Majd Tam al'Thor és Abell Cauthon vezetésével hadsereget szervez a trallokok ellen, s miután győz, feleségül veszi Failét. A falusiak Perrin nagyúrnak és Aranyszemnek kezdik el őt szólítani, Folyóköz Urának. Később rájön, hogy a trallokok Luc nagyurat valamiért Isamnak szólítják, így gondolkodóba esik, hogy az illetőnek hátha többes identitása van.
Közben Tanchicóban Elayne és Nynaeve rálelnek Moghedienre és a Fekete Ajahra, és egy szolgálóját elvágják a bűvkörétől. Ugyancsak itt találkoznak Bayle Domonnal és Egeanin-nal, akiről kiderül, hogy a seanchan nép tagja, ezért aztán nehezen bíznak meg benne. Rájönnek, hogy az ellenség célja egy különleges, férfiaknak tervezett a'dam megszerzése, amelyet Amathera panarka őriz, és amellyel meg lehetne láncolni Randet. Áldásos munkájuknak hála megszerzik az eszközt és a Sötét Urat börtönében tartó pecsétek egyikét. Nynaeve összecsap Moghediennel, felfedezve, hogy egyformán erősek. Nynaeve elzárja a Kitaszítottat, de ekkor a Fekete Ajah egyik tagja rajtuk üt és öröktüzet használ. Moghedien képes lesz elmenekülni a zűrzavarban.
Min a Fehér Toronyba érkezik, hogy jelentést tegyen, ahogy Moirane megbízta. Elaida azonban előbb talál rá a Fehér Toronyban, és rájön, hogy valami van Moiraine, Siuan, és az Újjászületett Sárkány között. Hogy elejét vegye a továbbiaknak, Min a toronyban rejtőzik el, miközben Elaida és más aes sedai-ok fellázadnak Siuan ellen, elcsendesítve a nőt. Elaida önmagát kiáltja ki Amyrlin Trónnak, emiatt sok aes sedai-nak menekülnie kell. Min végül kiszabadítja Siuant, és mielőtt elhagynák a várost, belebotlanak Logainba, aki szintén velük tart.
|  | Itt a vége a cselekmény részletezésének! |

## Magyarul
- Hódít az árnyék; ford. Radnóti Alíz; Beholder, Bp., 2000 (Az idő kereke sorozat)